# Giuseppe Ongania
Giuseppe Ongania (Lecco, 23 dicembre 1869 – 10 giugno 1911) è stato un ingegnere e politico italiano.
Laureato in ingegneria al Politecnico di Milano nel 1893 fu autore di numerose opere pubbliche. Fu lui a progettare l'Ospedale Ghislanzoni e il Palazzo Falck.
È stato tra i più giovani sindaci di Lecco, in carica quasi ininterrottamente dal 1897 al 1909 (con una pausa nel 1898). Repubblicano fu sospeso per qualche mese dall'incarico da parte del prefetto di Como nel 1900 per avere esposto la bandiera tricolore per il primo maggio sul municipio di Lecco.
Svolse gli incarichi di consigliere d'amministrazione della Banca Popolare di Lecco, presidente del Teatro della Società e consigliere provinciale.
Essendo stato un appassionato alpinista, gli fu dedicata la cresta Ongania sullo Zuccone dei Campelli, nella zona del Resegone.
A Lecco è presente una Via a lui dedicata.
La casata Ongania è originaria del Monte di Varenna (ora Perledo).